# Diwaterstofcarbonaat
Koolzuur of (di)waterstofcarbonaat is een anorganische verbinding met als brutoformule H2CO3. Koolzuur wordt gevormd bij het oplossen van koolstofdioxide in water. Koolzuur is slecht oplosbaar in water en er ontstaat altijd een evenwicht tussen het koolzuur (de CO2 in oplossing), en het CO2-gas boven de oplossing. Koolzuur is uit zijn oplossing niet isoleerbaar, aangezien het uiterst instabiel is.

## Reacties

### Evenwichten
CO2 lost in water op tot vorming van koolzuur volgens de evenwichtsreactie:
{\displaystyle {\ce {CO2 + H2O <=> H2CO3}}}
Deze reactie heeft als evenwichtsconstante K298K = 1,7 × 10−3. Diwaterstofcarbonaat is een tweewaardig zwak zuur. Het splitst zich gedeeltelijk in twee stappen:
{\displaystyle {\ce {H2CO3 <=> H+ + HCO3^- <=> 2 H+ + CO3^2-}}}
Hierin is:
- {\displaystyle {\ce {HCO3^-}}} waterstofcarbonaat- of bicarbonaation
- {\displaystyle {\ce {CO3^2-}}} het carbonaat-ion

### Geowetenschappen
In de geochemie en de geologie speelt koolzuurchemie een belangrijke rol. Veel zeedieren gebruiken calciet (of soms aragoniet) als bouwmateriaal voor hun behuizing (schelpen) of versteviging van hun lichaamsbouw (exoskelet). Na het afsterven van deze zeedieren bezinkt dit kalkhoudende materiaal, waardoor in het geologische tijdperk van het Krijt kalkhoudende sedimentaire gesteenten werden gevormd: krijtgesteente. Krijt komt op sommige plaatsen in dikke lagen voor; een goed voorbeeld zijn de witte krijtrotsen van Dover. Het mineraal in deze rotsen is voornamelijk calciumcarbonaat, CaCO3.
Calciumcarbonaat kan, samen met de in de atmosfeer van nature aanwezige kooldioxide en waterdamp, calciumwaterstofcarbonaat vormen (calciumbicarbonaat), "dubbelkoolzure kalk", formule: Ca(HCO3)2. Deze stof heeft een grotere oplosbaarheid in water dan calciumcarbonaat. Bij de condensatie van waterdamp tot regen-druppels in de atmosfeer lost er atmosferische kooldioxide in de waterdruppels op. Kalkgesteente dat vervolgens in contact komt met de ontstane licht 'koolzure regen' lost daarin op zijn beurt langzaam op:
{\displaystyle {\ce {CaCO3 + CO2 + H2O -> Ca^2+ + 2 HCO3^-}}}
Deze vorm van chemische verwering kan leiden tot karstverschijnselen, waarbij ondergrondse rivieren en holtes (grotten) met druipsteen worden gevormd. Druipsteen ontstaat doordat met calciumbicarbonaat verzadigd water uit het bovenliggend kalkgesteente in een grot doorsijpelt; door indamping kan er vervolgens weer kalk afgezet worden en ontstaan er stalactieten en stalagmieten.

### Overige
Koolzuur (H2CO3) is niet erg stabiel en valt gemakkelijk weer uit elkaar, zodat bij het aanzuren (toevoeging van waterstof-ionen) van carbonaat- of waterstofcarbonaatoplossingen het chemisch evenwicht verschuift en gasvormig koolstofdioxide ontstaat. Bovendien verlaagt de oplosbaarheid van koolstofdioxide-gas in water bij stijgende temperatuur: door verwarming van koolzuur- en carbonaatoplossingen ontstaan bellen CO2-gas:
{\displaystyle {\ce {CO3^2- + 2 H+ -> CO2 + H2O}}}

## Toepassingen
De vorming van koolstofdioxidegas door aanzuren wordt gebruikt in bruistabletten voor het oplossen van geneesmiddelen, vitamines, etc. Deze tabletten worden gemaakt door vast bicarbonaat en een zuur, eveneens in de vaste aggregatietoestand, bijvoorbeeld citroenzuur, samen te persen. Wanneer het bruistablet in water gebracht wordt, lossen beide producten op en ontstaat door de aanzuring koolstofdioxide.
Ook bij verhitting van een bicarbonaat valt de stof uiteen en ontstaat koolstofdioxide. Dit effect wordt gebruikt in bakpoeder of cakemeel. Door de koolstofdioxide die ontstaat in het deeg gaat het gebak in de oven rijzen.
De prik in frisdranken is afkomstig van het inbrengen van CO2 onder druk. Dit proces, waarbij een aanzienlijke hoeveelheid koolzuur ontstaat in de drank, noemt men carboniseren. Bij het openen van de fles frisdrank, valt de overdruk aan CO2 weg, waardoor het koolzuur in de drank langzaam uiteenvalt in CO2 en water. Bellen CO2 worden gevormd die een prikkelend gevoel geven in de mond, wat door veel mensen als aangenaam wordt ervaren.